# DinoPark Plzeň
DinoPark Plzeň je zábavní a vzdělávací park v Plzni. Jedná se o nejstarší z DinoParků na území České a Slovenské republiky, který byl založený v roce 2003. Vznikl jako kombinace naučné stezky využívající nejnovější technologie včetně 3D kina a dětských atrakcí a herních prvků umístěných v přírodním prostředí v blízkosti Zoologické a botanické zahrady města Plzně.
Na ploše 3 ha jsou umístěny modely (statické, ale i pohyblivé a ozvučené) prehistorických zvířat v životních velikostech v prostředí, ve kterém pravděpodobně obývala naši planetu před více než 65 miliony let. Modely jsou vyráběny speciální patentovanou technologií na základě aktuálních vědeckých poznatků a nalezených fosílií. V DinoParku Plzeň je celkem 30 scén představujících skutečné prostředí z období druhohor a výjevy ze života tehdejších živočichů. Největším modelem je 23 metrů dlouhý apatosaurus. Od roku 2006 je v DinoParku umístěná živá „druhohorní“ rostlina Wollemia nobilis. Tento jehličnan se vyskytoval na Zemi již před 175 mil. lety a byl znovu objeven teprve v roce 1994. Jde o botanický unikát.
Plzeňský DinoPark se nachází v těsné blízkosti ZOO Plzeň. Při návštěvě lze využít zvýhodněné společné vstupné do obou zařízení, nebo je možné navštívit pouze DinoPark, který patří mezi nejvyhledávanější turistické cíle města Plzně.

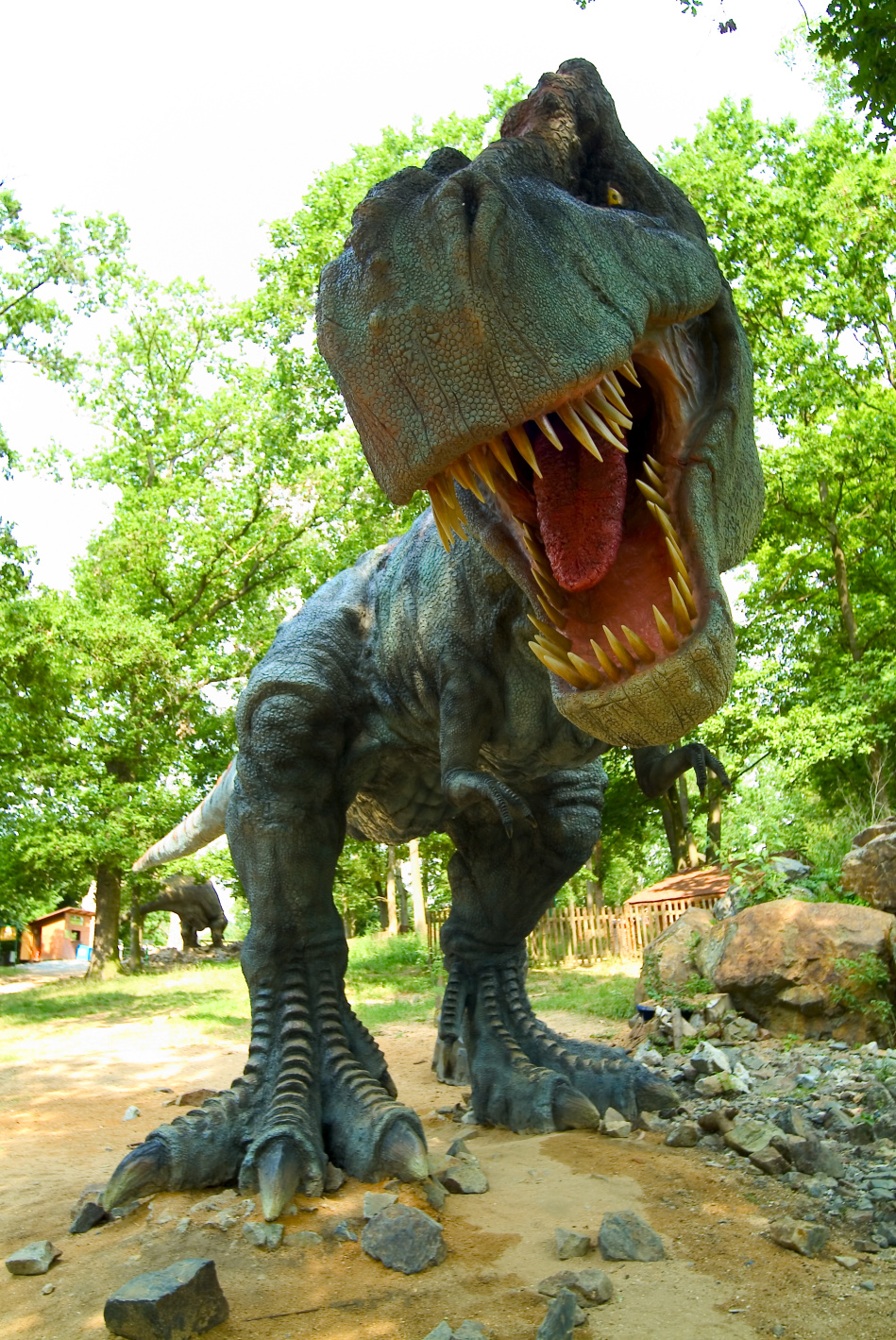
DinoPark Plzeň, Tyrannosaurus rex
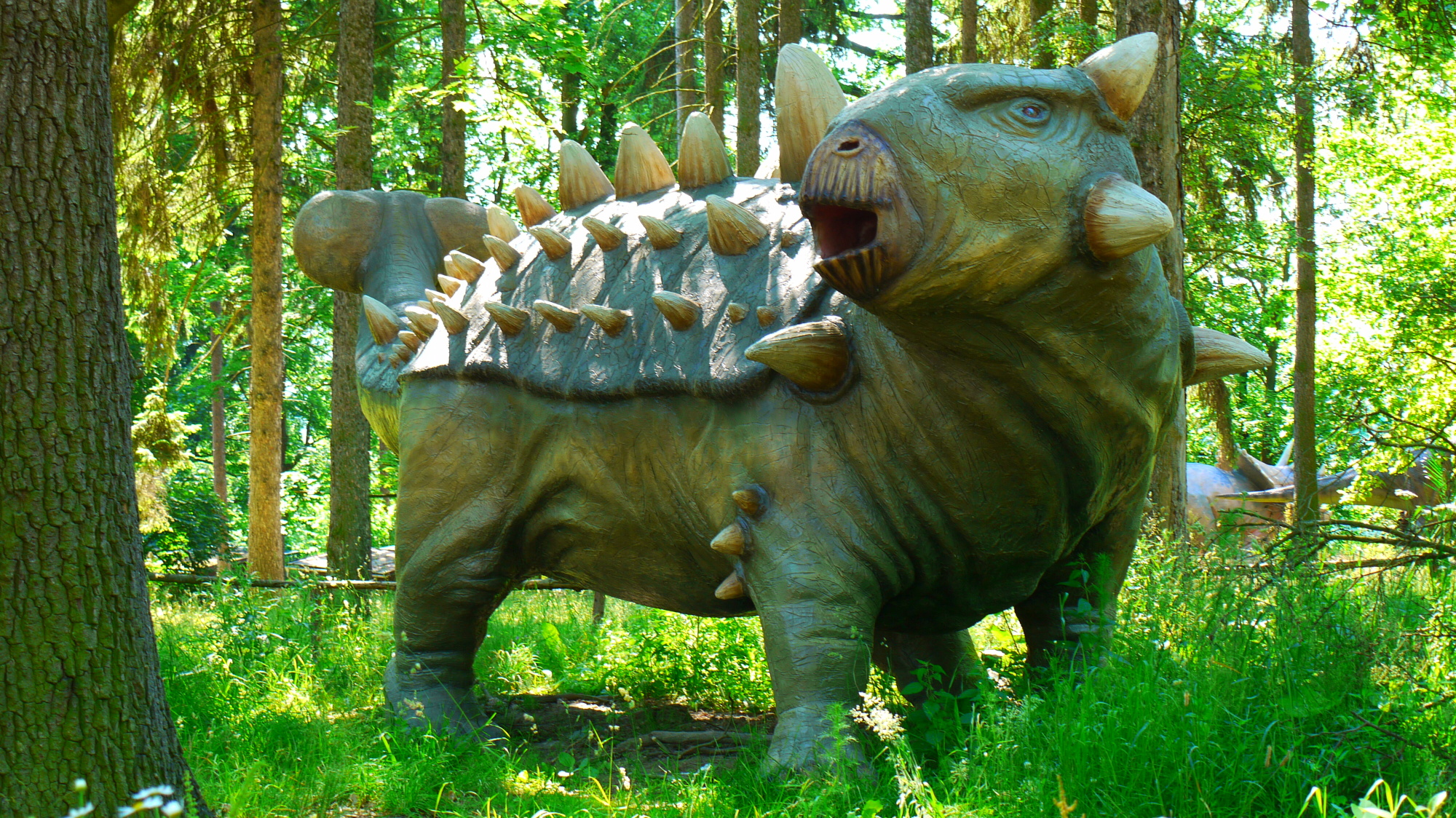
DinoPark Plzeň, Ankylosaurus
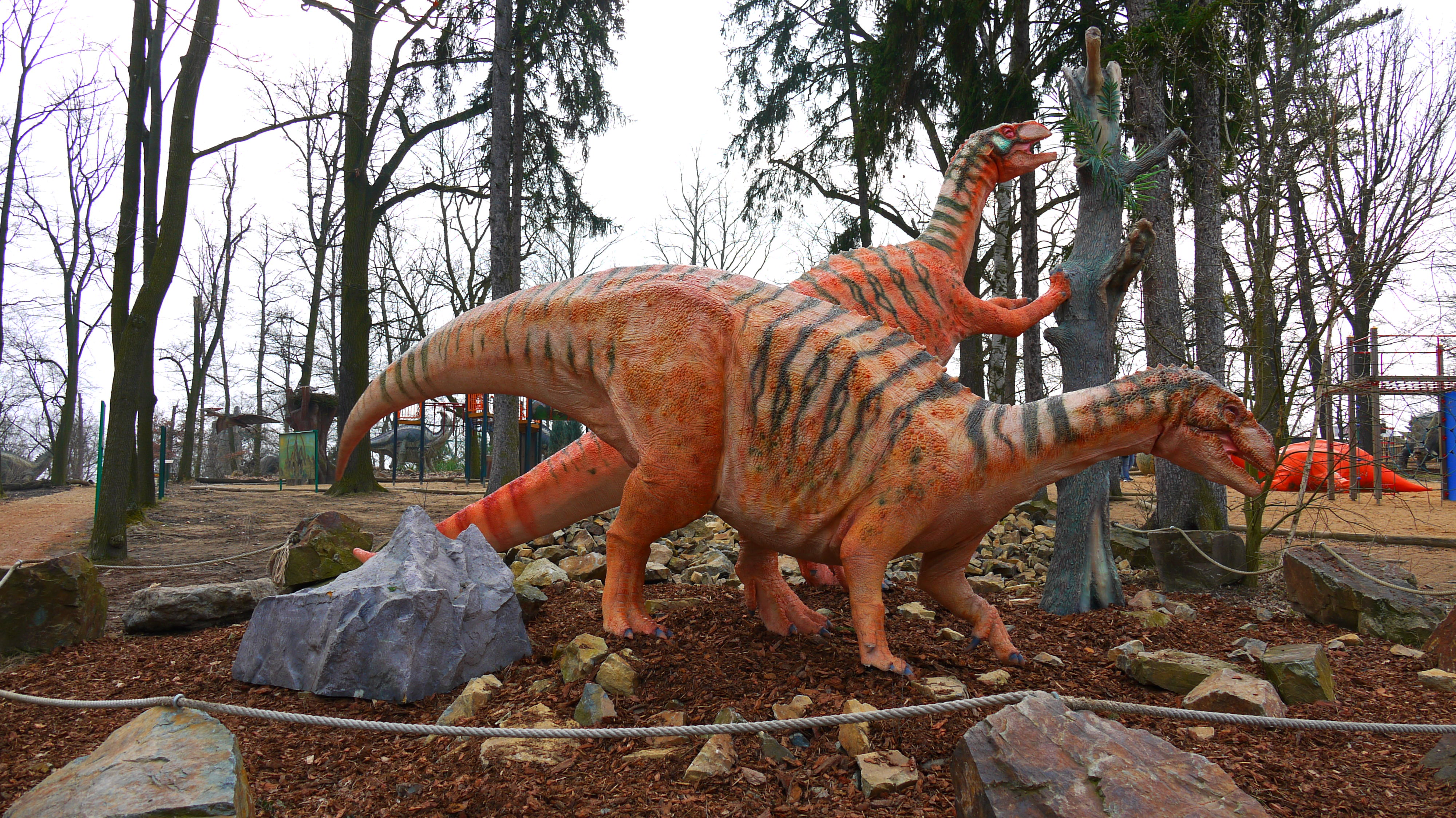
DinoPark Plzeň, Plateosaurus
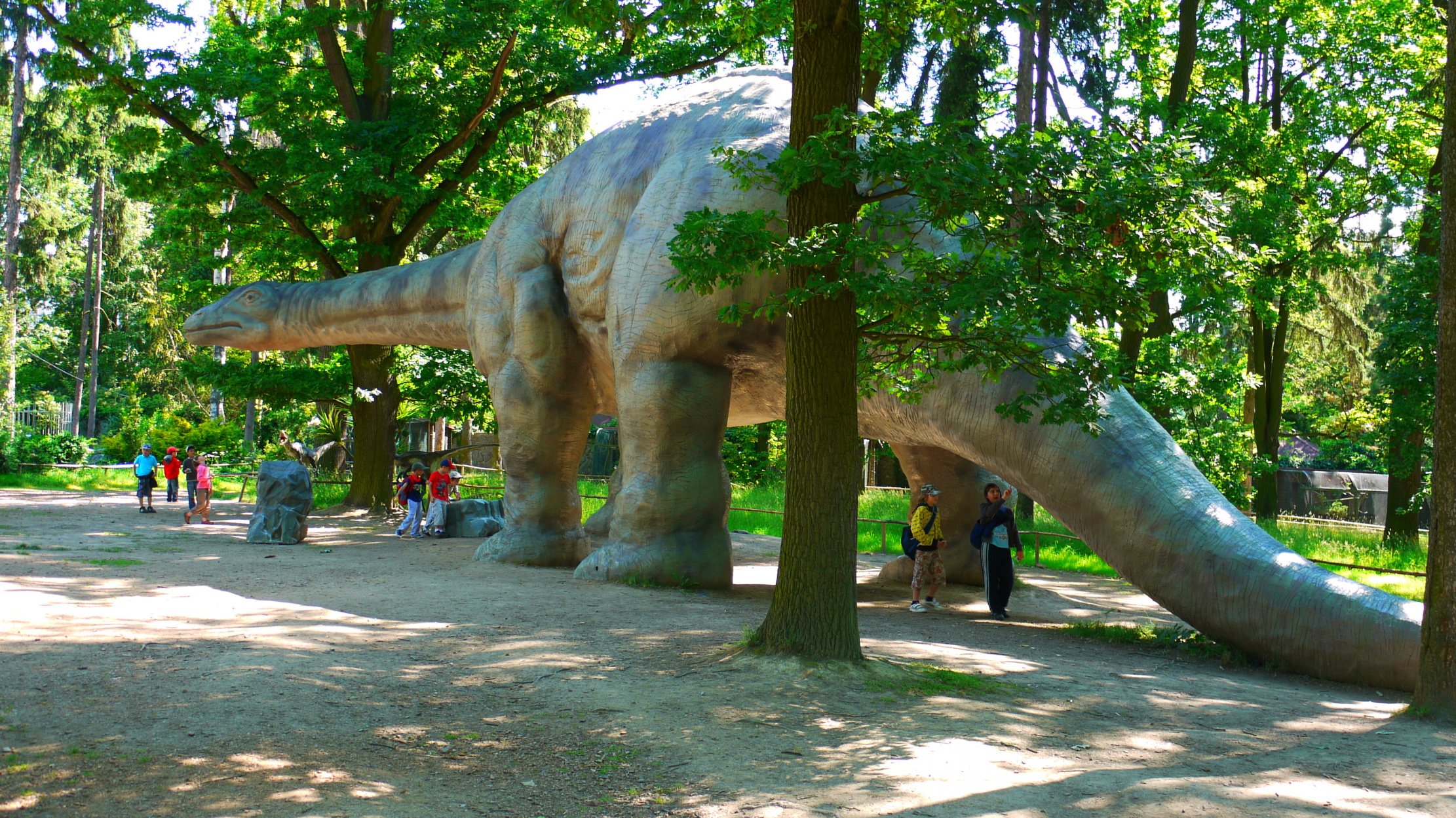
DinoPark Plzeň, Apatosaurus
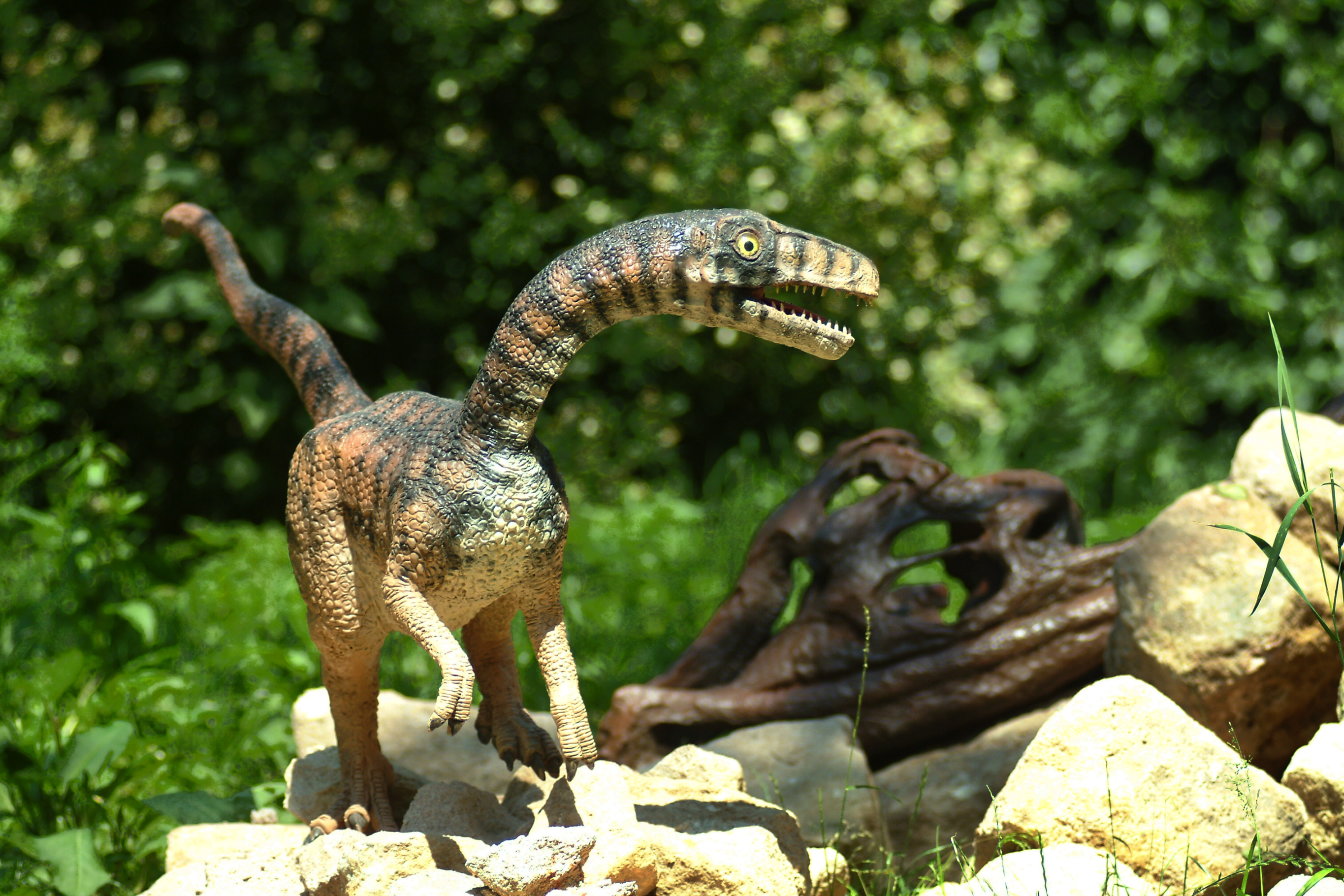
DinoPark Plzeň, Compsognathus
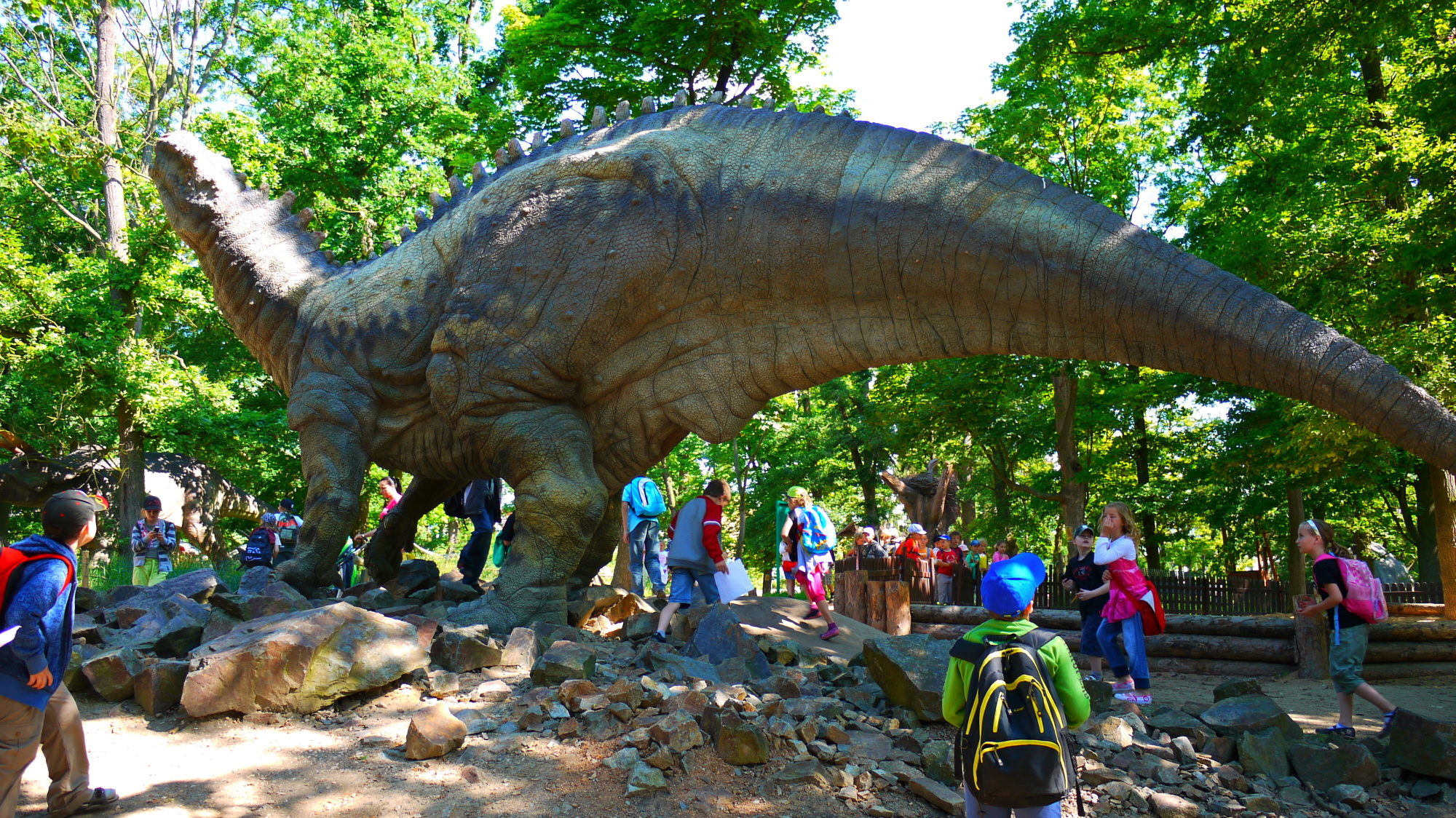
DinoPark Plzeň, Iguanodon
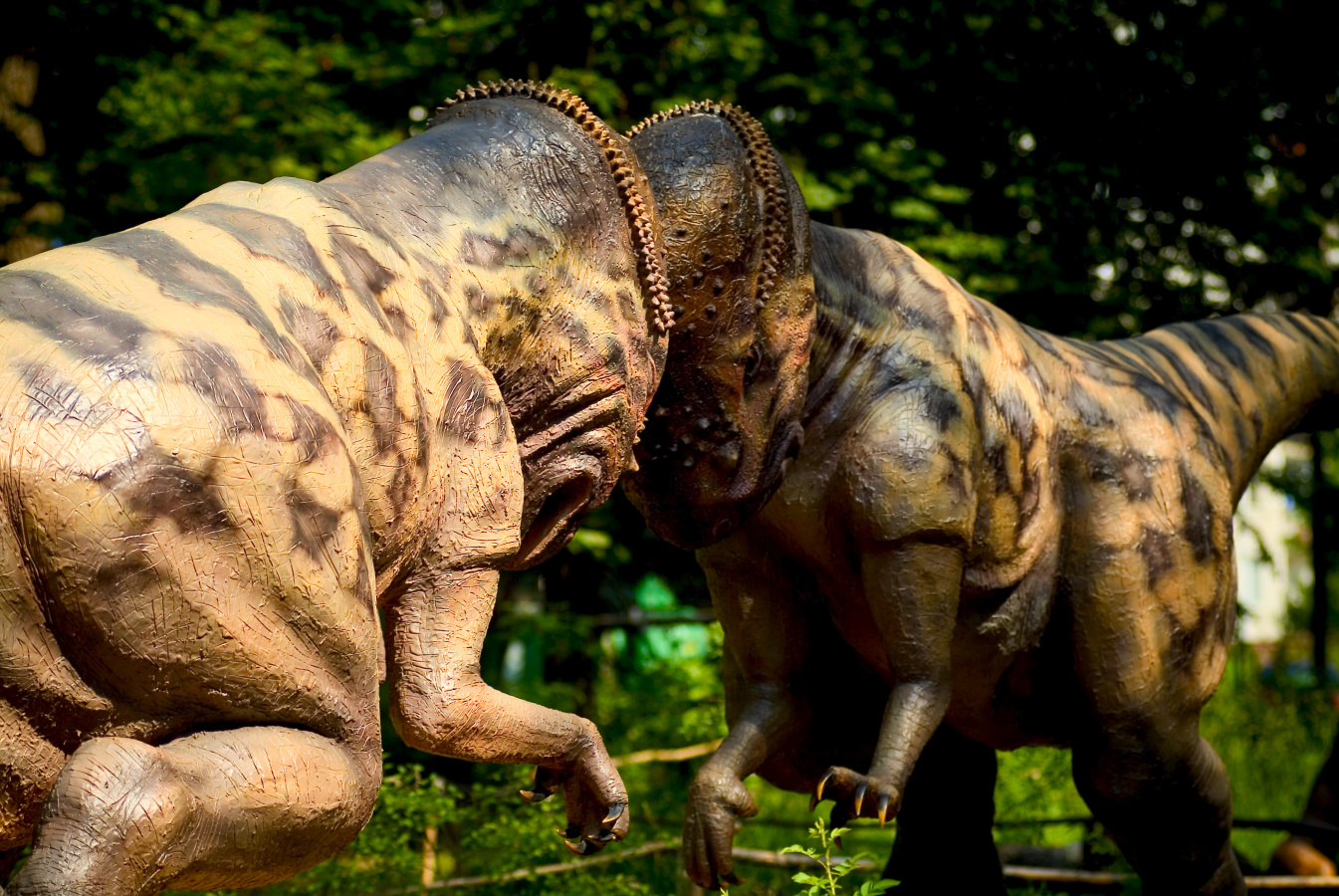
DinoPark Plzeň, Pachycephalosaurus
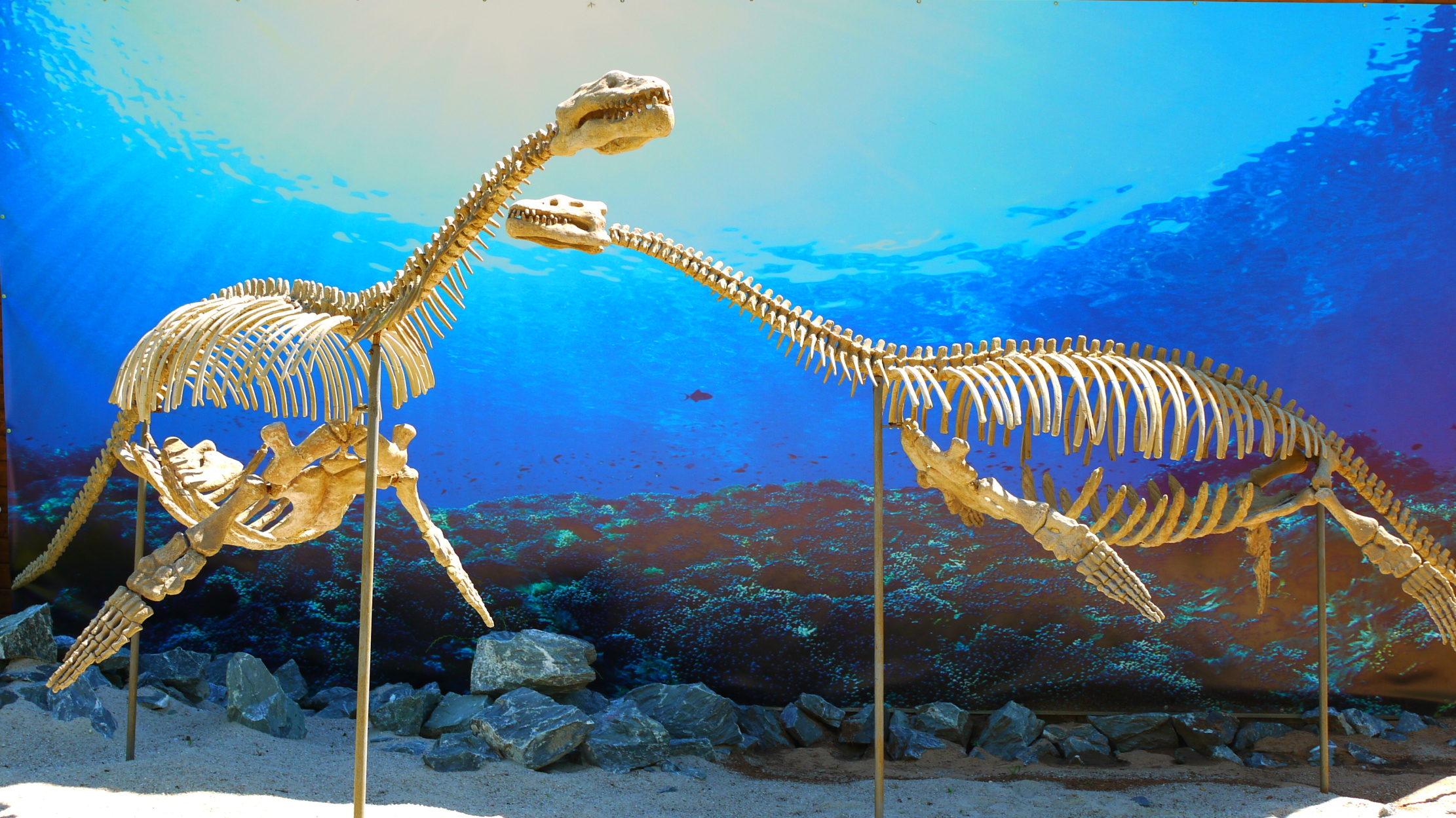
DinoPark Plzeň, Pliosaurus
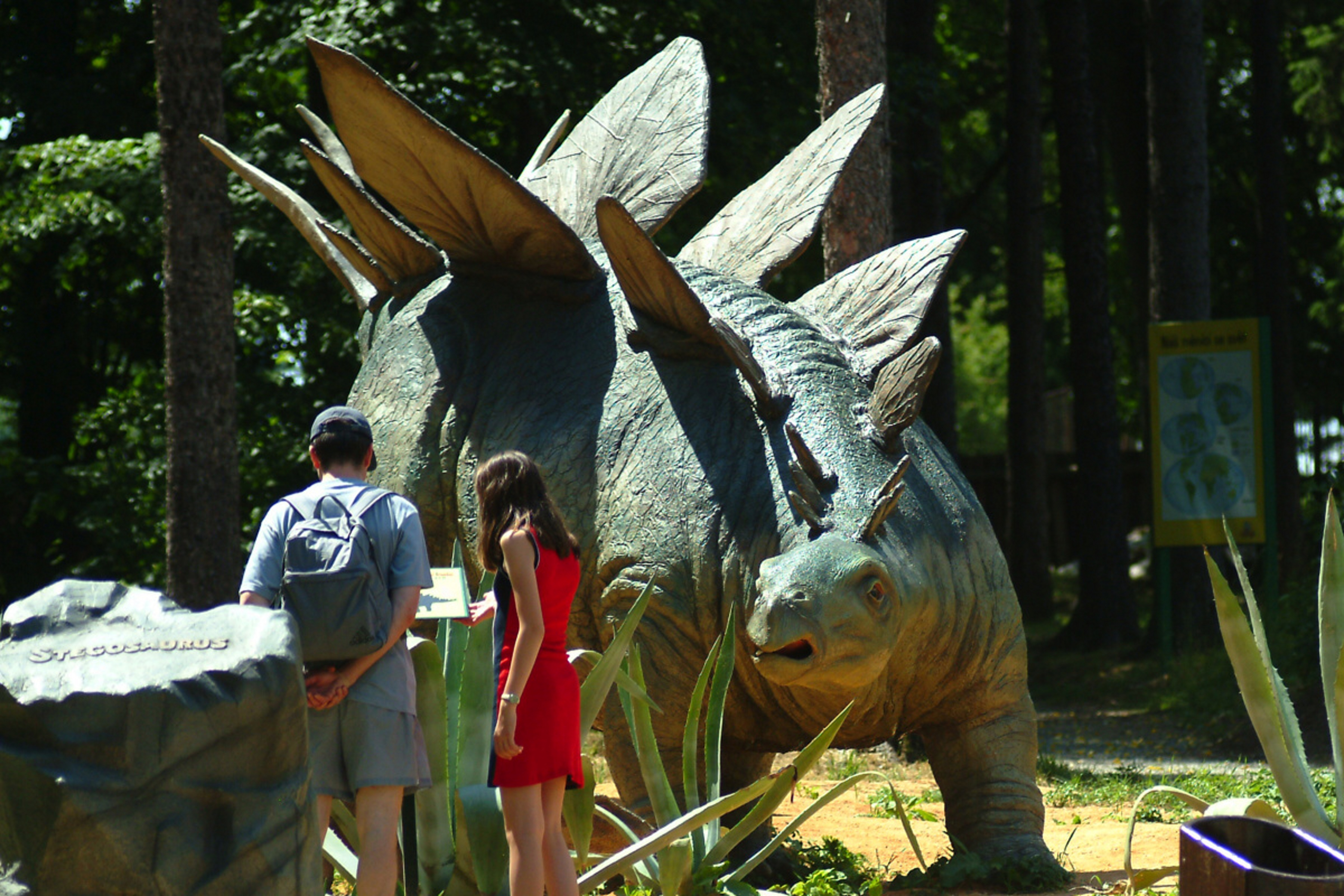
DinoPark Plzeň, Stegosaurus
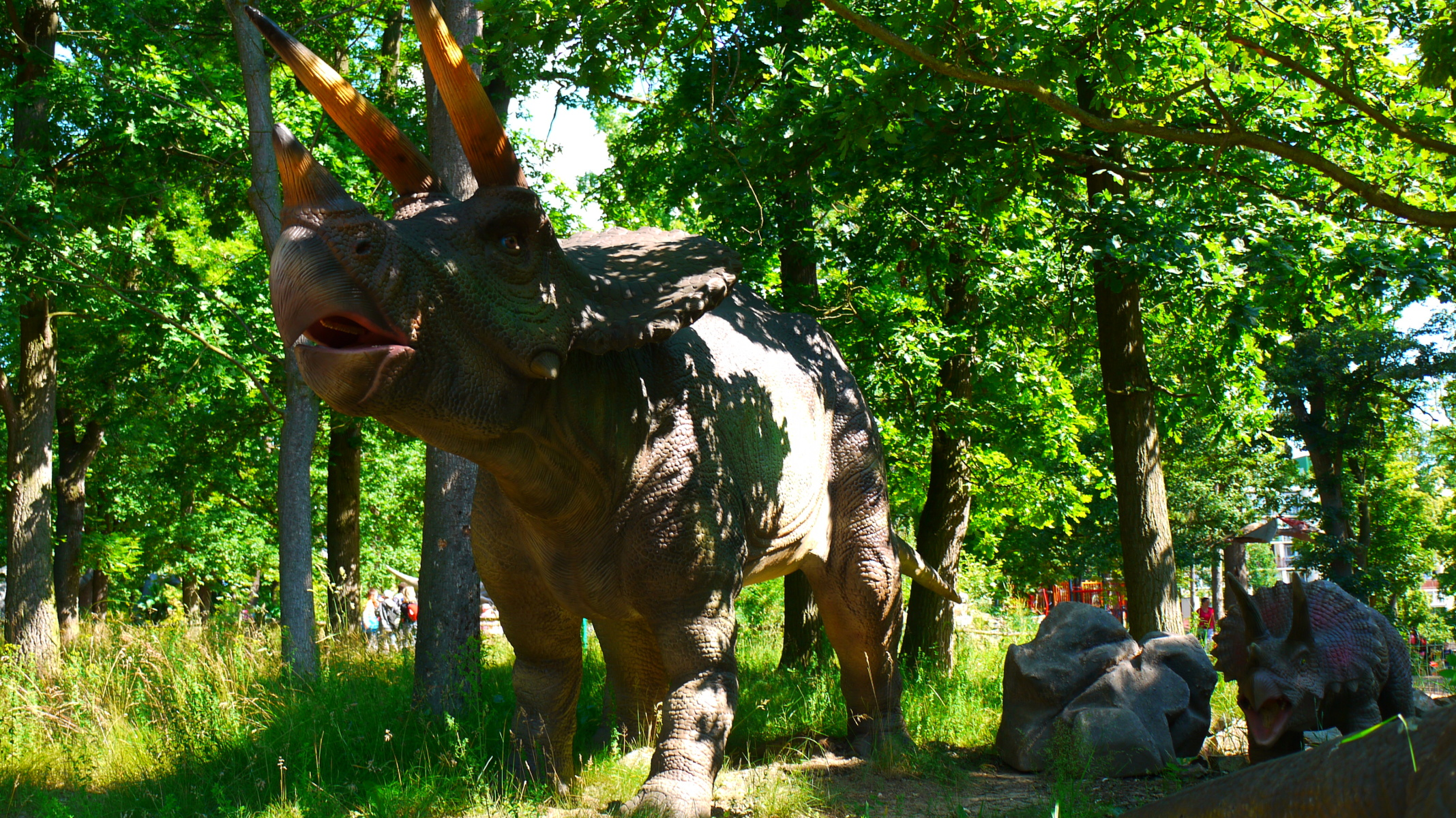
DinoPark Plzeň, Triceratops
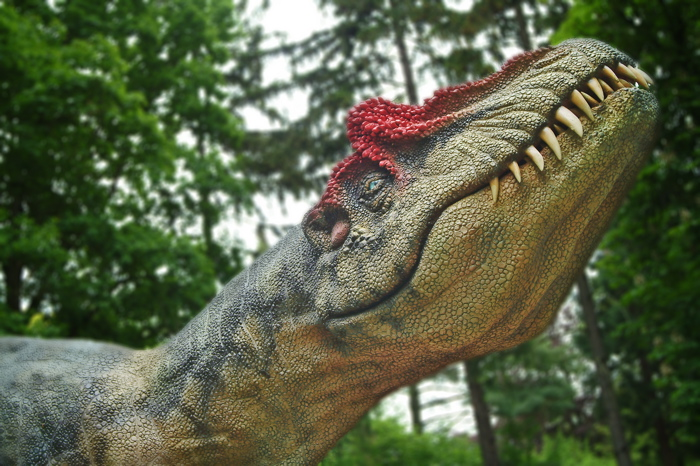
DinoPark Plzeň, Allosaurus
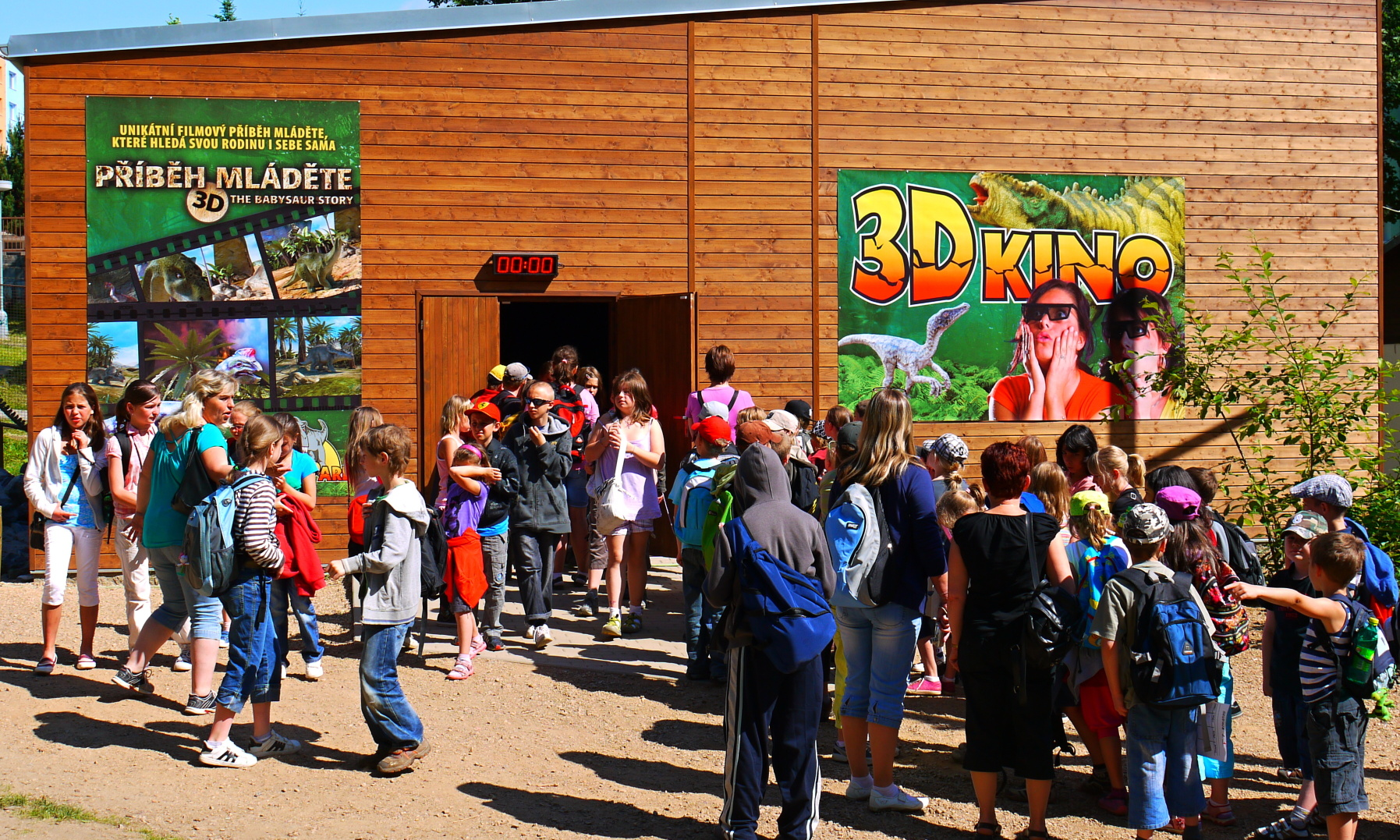
DinoPark Plzeň, 3D kino
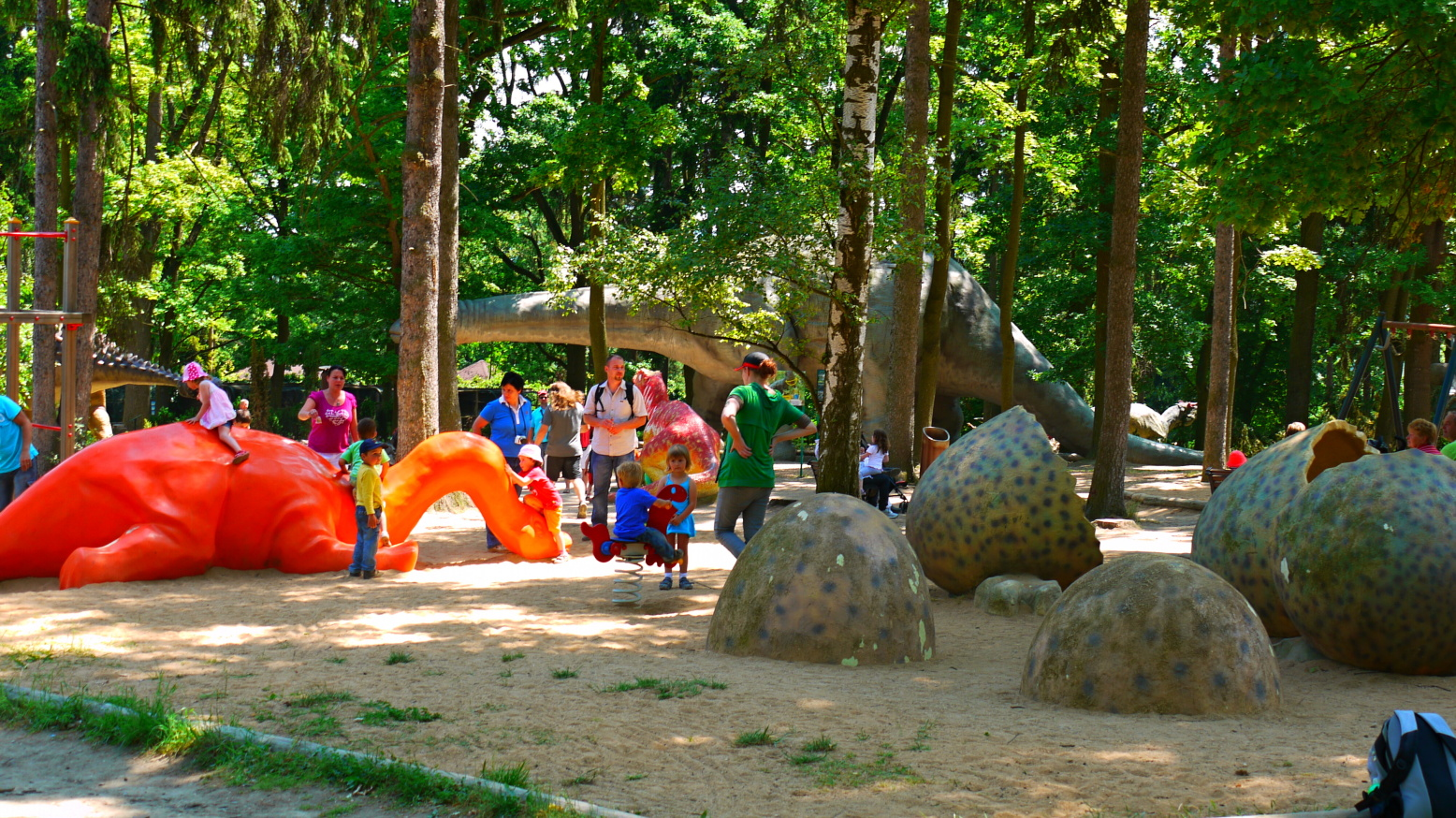
DinoPark Plzeň, Dětské hřiště
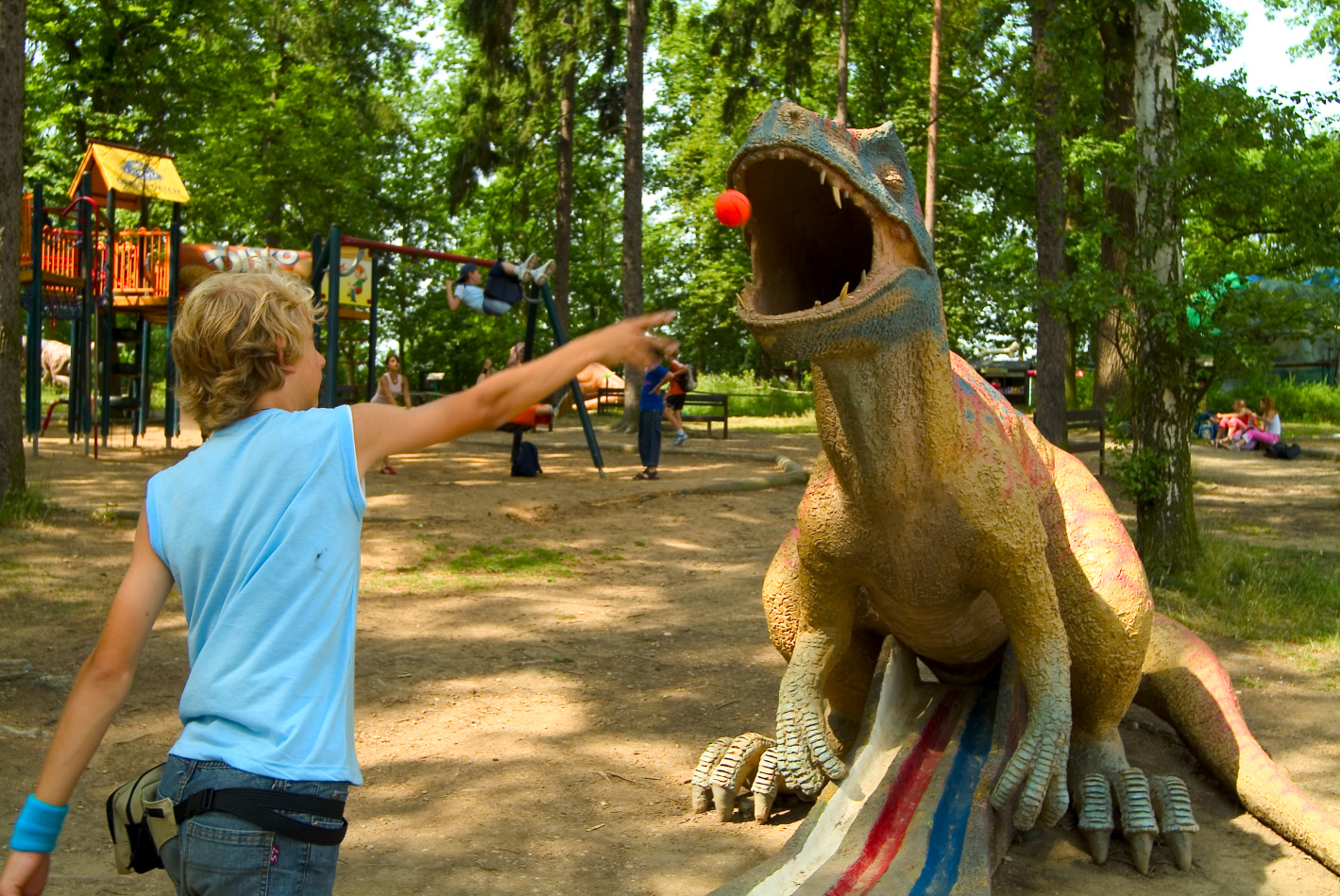
DinoPark Plzeň, Dětské atrakce
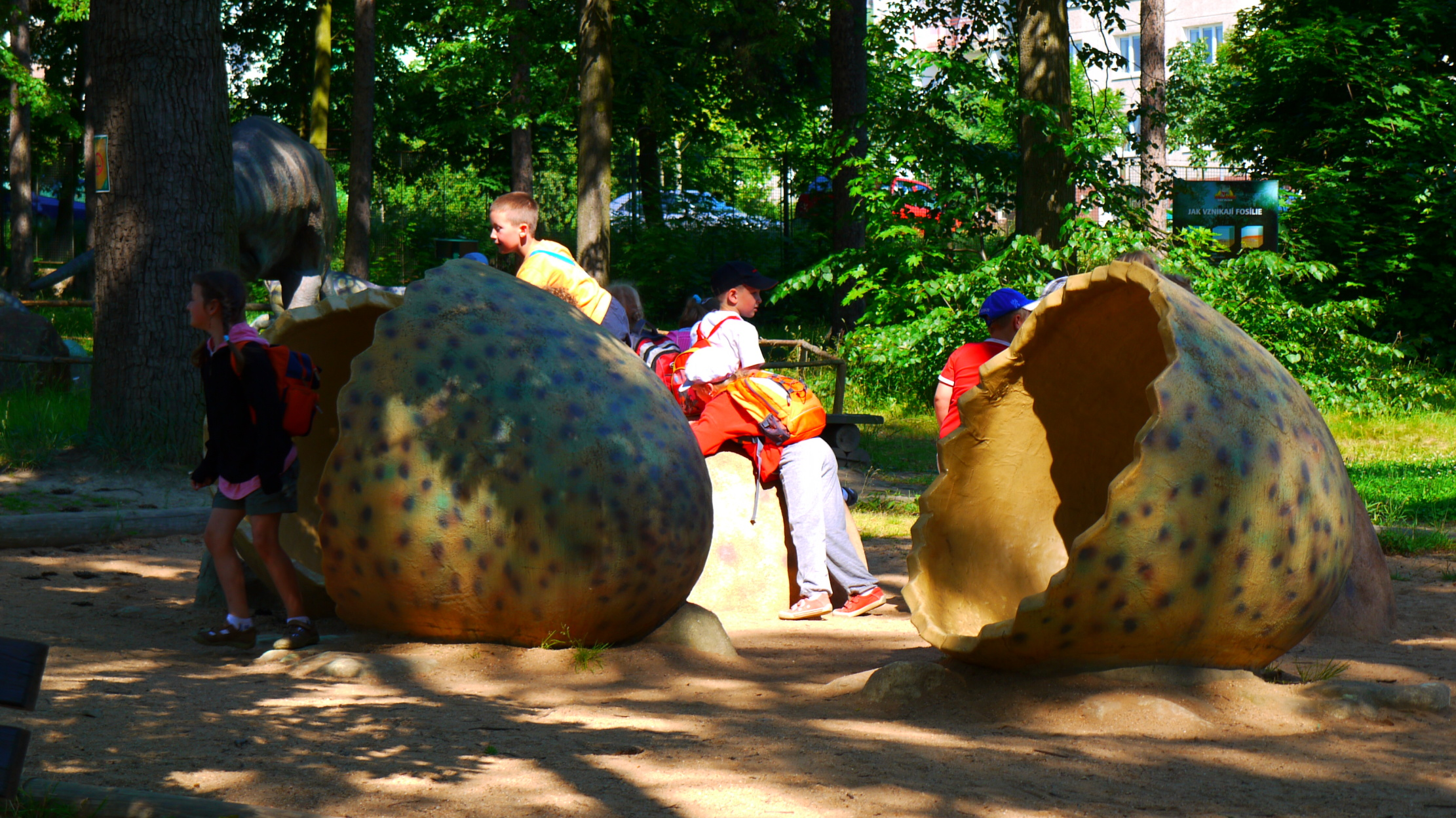
DinoPark Plzeň, Dětské atrakce
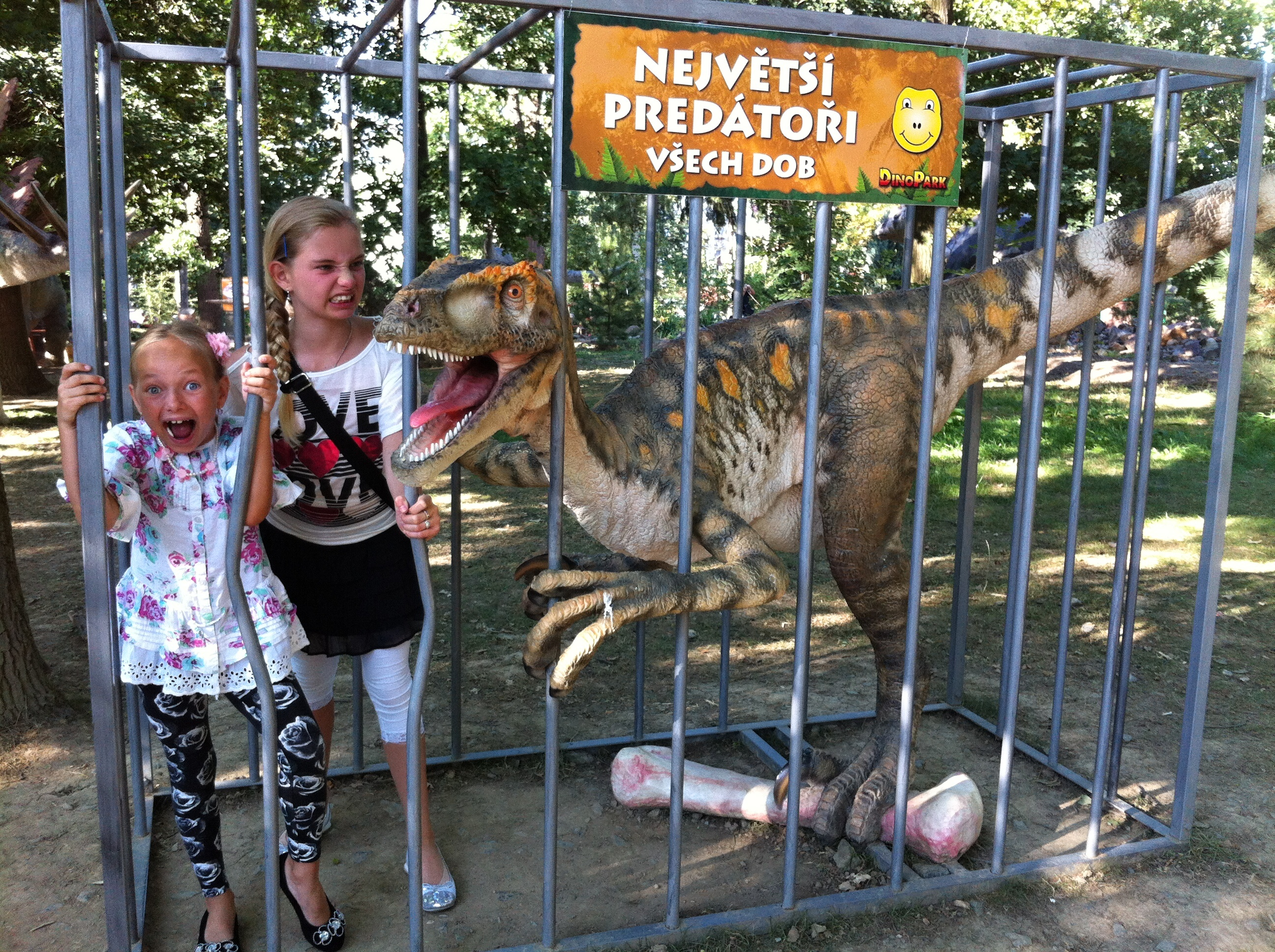
DinoPark Plzeň, Dětské atrakce